# Шунка, шунка
Шунка, шунка (шп. Jamón Jamón) шпанска је комедија са елементима драме и еротике из 1992. године у режији Бигаса Луне. Главне улоге у филму тумаче Пенелопе Круз којој је ово била и прва филмска улога у каријери, Хавијер Бардем и Жорди Мола.
Филм представља класичну алегорију која се односи на целокупно шпанско друштво, са веома израженом игром речи у дијалозима главних глумаца. У филму долази до сукоба између традиције и модерног схватања живота, еротска глад преплиће се са стварним осећајем глади и потребом за храном. Храна је управно главна метафора која доминира причом, ликови су одраз сирових страсти и пожуда отелотворених у храни. Врхунац метафоре је сцена у којој Хозе Луис (Жорди Мола) у тренутку вођења љубави са Силвијом (Пенелопе Круз) љуби њене брадавице и и говори како једна има укус омлета, а друга укус шунке.
Филм који је остварио велики светски успех Бигасу Луни је 1992. донео сребрног лава на венецијанској Мостри.

## Радња
Када се њихов син одлучи оженити девојком из средњег друштвеног слоја, богати родитељи ће учинити све да прекину ту везу и онемогуће венчање.
Хозе Луис (кога тумачи Жорди Мола) је извршни директор у фабрици доњег рубља која је у власништву његових родитеља. На највишем спрату фабрике у кантини ради Силвија (Пенелопе Круз), девојка у коју се млади наследник заљубио и са којом жели да се венча. Након што је Силвија остала трудна, Хозе Луис јој обећава брак, али тада на сцену ступају његови родитељи.
Хозеова мајка (Стефанија Сандрели) никако не може да се помири са чињеницом да је њена будућа снаха сасвим обична девојка, девојка без икаквог материјалног залеђа, и одлучна је у свом науму да прекине њихову везу. Како би раздвојила заљубљени пар унајмљује Раула (кога тумачи Хавијер Бардем), потенцијалног модела и борца са биковима. Његов задатак је да заведе Силвију и преотме је њеном сину.
Раул који се за кратко време заљубљује у Силвију на крају постаје љубавник жене која га је ангажовала, а Хозе Луисова мајка постаје жртва властите завере јер се и против своје воље заљубљује у Раула.
Разочаран одбијањем вољене жене Хозе Луис је у бесу силује и заклиње се да ће убити супарника. Све завршава смрћу особе чија једина кривица је била љубав са којом се други нису слагали.
Живот у свом најсировијем облику на филмском платну.

## Продукција
Филм има пустињу Монегрос као позадину. Локације снимања су биле Пеналба, Фрага, Монегрило и Ла Алмолда.
Велики део дијалога и слика у филму састоји се од игре речи и визуелних каламбура. На пример, на шпанском, хамон значи „шунка;“ не само да два лика коментаришу да Силвијине груди имају укус шунке, већ је фонетски слична хамона, коју Раул назива Силвија, шпански сленг за неудату жену.

## Пријем
Rotten Tomatoes даје филму оцену од 69% на основу 16 рецензија уз консензус: „Није толико провокативан или забаван као што се претвара да јесте, али весело прегрејана мелодрама је често сама награда.“
Филм је био број један у Шпанији и зарадио је 2,5 милиона долара. Такође је био број један у Италији и зарадио додатних 3,5 милиона долара у Европи.

## Главне улоге
| Глумац             | Улога                     |
| ------------------ | ------------------------- |
| Пенелопе Круз      | Силвија                   |
| Хавијер Бардем     | Раул                      |
| Жорди Мола         | Хозе Луис                 |
| Стефанија Сандрели | Кончита, мајка Хозе Луиса |

## Награде и номинације
| Година | Награда                       | Категорија                  | Статус     | Референце |
| ------ | ----------------------------- | --------------------------- | ---------- | --------- |
| 1992.  | Венецијански филмски фестивал | Сребрни лав                 | да         | [ 3 ]     |
| 1993.  | 7. Гоја награде               | Најбољи филм                | номинација |           |
| 1993.  | 7. Гоја награде               | Најбољи режисер             | номинација |           |
| 1993.  | 7. Гоја награде               | Најбољи глумац              | номинација |           |
| 1993.  | 7. Гоја награде               | Најбоља глумица             | номинација |           |
| 1993.  | 7. Гоја награде               | Најбољи оригинални сценарио | номинација |           |
| 1993.  | 7. Гоја награде               | Најбољи звук                | номинација |           |